# 2002年德國聯賽盃
2002年德國聯賽盃為第六屆舉行的德國聯賽盃，於2002年7月24日至8月1日進行，賽事由2001至02年德國甲組足球聯賽首五名及德國盃冠軍參加，但由於拜仁慕尼黑上季同時奪得聯賽及德國盃冠軍，因此另一個名額需要由聯賽第六名補上。最後決賽上屆聯賽殿軍哈化柏林擊敗史浩克零四成功衛冕。

## 參賽球會
- 多特蒙德（德甲聯賽冠軍）
- 勒沃库森（德甲聯賽亞軍）
- 拜仁慕尼黑（德甲聯賽季軍）
- 柏林赫塔（德甲聯賽殿軍）
- 沙尔克04（德甲聯賽第五名及德國盃冠軍）
- 不来梅沙洲（德甲聯賽第六名）

## 賽事

### 半準決賽
| 7月24日 20:30 | 利華古遜   | 1 : 0                | 雲達不萊梅 | 吕贝克 |
| 7月25日 20:30 | 拜仁慕尼黑 | 2 : 2 (3 : 4) 十二碼 | 柏林赫塔   | 奥厄   |

### 準決賽
| 7月29日 20:30 | 史浩克零四 | 2 : 0 | 利華古遜 | 梅彭 |
| 7月30日 20:30 | 多特蒙德   | 1 : 2 | 哈化柏林 | 耶拿 |

### 決賽
| 8月1日 20:30 | 史浩克零四 | 1 : 4 | 哈化柏林 | 波琴 |

## 外部連結
- （德文） 德國聯賽盃官方網站
- HKBET 足球網页